# Bruno Piaser
Bruno Piaser (Venaria Reale, 20 novembre 1946) è un ex calciatore italiano, di ruolo difensore.

## Carriera
Cresce nel Ma.co.bi. Asti con cui debutta in Serie D nel 1966, categoria in cui milita anche l'anno successivo con la Puteolana.

Piaser (in piedi, primo da destra) nel Parma del 1970-1971

Nel 1968 passa alla Parmense che vince il campionato regionale di Prima Categoria per poi trasformarsi, l'anno successivo, nel Parma che a sua volta vince il campionato di Serie D 1969-1970 e viene promosso in Serie C.
Nel 1972 si trasferisce all'Avellino, con cui vince il campionato di Serie C 1972-1973 e viene promosso in Serie B, disputando una stagione tra i cadetti con gli irpini e totalizzando 25 presenze.
Dopo aver giocato nel Modena, con cui ottiene un'altra promozione in Serie B nel 1974-1975 e disputa tre campionati cadetti per un totale di 80 presenze, termina la carriera nel Savona in Serie C2.

## Palmarès

### Club

#### Competizioni nazionali
- Campionato italiano Serie C: 2

Avellino: 1972-1973 (girone C)
Modena: 1974-1975 (girone B)
- Campionato italiano Serie D: 1

Parma: 1969-1970 (girone B)

#### Competizioni regionali
- Campionato di Prima Categoria: 1

Parmense: 1968-1969